# Contea di Suining
La contea di Suining (绥宁县S, Suíníng XiànP) è una contea della Cina, situata nella provincia di Hunan e amministrata dalla prefettura di Shaoyang.